# United States Department of Labor
Het United States Department of Labor (DOL) is het Amerikaans ministerie van Arbeid.
Het ministerie werd opgericht op 4 maart 1913.